# ワンインチ
ワンインチは、ひできち（清水秀生）とやまけん（山本賢一郎）によるお笑いコンビ。フリーで活動。2002年4月1日にコンビ結成。
二人は小学校以前からの幼なじみ。結成は2002年の4月1日となっているが、実際に活動を始めたのは2004年の4月1日からだったとひできちが自身のブログで語っている。

## メンバー
- ひできち本名・清水秀生（しみず ひでき）1978年12月13日生まれ。東京都江東区出身。血液型：B型。

趣味はバイク。ライブ会場などにバイクで来る事もある。
留学経験があり、英語が話せる。
- やまけん本名・山本賢一郎（やまもと けんいちろう）1978年6月16日生まれ。東京都江東区出身。血液型：O型。

かつてダンスバー（ソシアル）でチーフとして働いていた。
趣味はアメリカのおもちゃの収集。
高校時代はアメフト部で鍛え、体育会系のノリも分かっている。
服飾系の専門学校にも行っていた。
交友関係が非常に広い。歌や絵もうまい。
プロレスが好き
ニコニコ生放送配信者

## 活動履歴

### 結成
- 高校生の頃お笑いにハマっていたひできちがやまけんを相方にすることを一方的に決定したが、実際に結成したのはそれから6年もたった2002年だった。
- 堀越高校卒業後、ダンスバーで働いていたやまけんに渡米から帰って来たひできちが結成を持ちかけた。
- コンビ名はひできちが数字が入った名前を希望したため。ツーはツービート。ナインはナインティナイン。ファイブ、セブンは芸人としてはカッコ良すぎるし、スリーやフォーじゃトリオやらカルテットだと思われて、シックスは音が好きじゃなかったと本人がブログで発言。インチには深い意味が無い。

### ごめんください
- 活動開始から約半年後、「ごめんください」というネタを発表。それまで鳴かず飛ばずだったワンインチは一躍お笑いライブで名を馳せるようになる。
- 「ごめんください」とは2人がおばさん口調でしゃべる漫才で、「ごめんくださーい」のかけ声とともにハガキをめくり様々な疑問などにおばさん目線で答えるというネタ。最後に「おばちゃんちゃん」と言って閉め、挨拶はなぜか地声でするものだったが2005年の途中で封印宣言をした。

### 急成長期
- 「ごめんください」あたりから勢いをつけ都内の勝ち抜き方式のライブで優勝、合同ライブ開催、テレビレギュラー獲得など飛躍的に成長した。
- ひできちの漫画好きがきっかけでテレビ埼玉「関口さんII」の漫画家発掘を担当する。
- 桜塚やっくんが「あたいの後輩のワンインチ」と自身のメイキングビデオの中で発言。
- モバイルGAOのコンテンツ「笑いの王宮」で初代チャンピオンになる。

### 謎の充電期間
- 2006年11月に突如充電宣言。
- ホームページでは「さらなる飛躍のため」とだけ発表され同時に不仲説や解散説は否定している。
- テレビ埼玉「関口さんII」の降板が原因説、事務所との衝突説などが囁かれた。
- また、2007年4月の復帰を明言している。
- やまけんのみがピンで活動を発表。充電期間中のみと発言。
- ひできちがキャラ作りのため減量していたと発表。スリムになった写真を公開。
- 最大の相手はスケバン恐子との旨の発言をした。これによりエンタの神様出演の可能性を示唆。
- 2008年9月30日から再び謎の充電期間を設ける事を宣言。(公式HPには2,3ヵ月と書かれている。)
- 今回はひできちのみの充電。やまけんはピンで活動。

### S&DStudioとの契約を破棄
- 1月28日に所属事務所を円満退社したと発表。
- 本人たちはフリーで活動すると発言。

### ワンインチ無期限休止宣言
- 2008年12月31日、やまけんが自身のブログによって「ワンインチの無期限休止」を宣言した。「実質、解散」だとも掲載している。これはワンインチとしてやまけんとひできちで良く話し合った結果の結論で、やまけんは「これからも舞台に立っていく」と発表している。

### 賞レース
- 第15回お笑い激戦区ッ!優勝
- 第16回お笑い激戦区ッ!優勝
- 第17回お笑い激戦区ッ!優勝（過去最高得票数＆史上初3連覇）
- T.G.A.C. plus Vol.2 優勝
- マサシン第11回バトルライブ長瀬賞
- モバイルGAO「笑いの王宮」初代チャンピオン
- M-1グランプリ2005二回戦進出
- イルカの雄叫び！！Vol.20 優勝

## 出演

### テレビ
- 「関口さんII」（テレビ埼玉）新人マンガ家発掘プロジェクト
- 「ジャンクSPORTS」（フジテレビ）

### ラジオ
- FM TOKYO「椎名へきるのプレシャスガーデン」

### CD
- 桜塚やっくん「1000%SOざくね?」

### DVD
- 「関口さんII 10月&11月号」
- 「関口さんII 12月&1月号」
- 「チェリーベルイベントユニバース2006Summer前」
- 桜塚やっくん「1000%SOざくね?」初回限定版